# Aniak (cratera)
Aniak é uma cratera marciana. Tem como característica 51 quilômetros de diâmetro. Tem este nome em homenagem a localidade homónima no Alasca.